# Bilar
Bilar ist eine philippinische Stadtgemeinde in der Provinz Bohol. Sie hat 17.590 Einwohner (Zensus 1. August 2015).

## Barangays
Bilar ist politisch in 19 Baranggays unterteilt.
| - Bonifacio - Bugang Norte - Bugang Sur - Cabacnitan (Magsaysay) - Cambigsi - Campagao - Cansumbol - Dagohoy - Owac - Poblacion | - Quezon - Riverside - Rizal - Roxas - Subayon - Villa Aurora - Villa Suerte - Yanaya - Zamora |

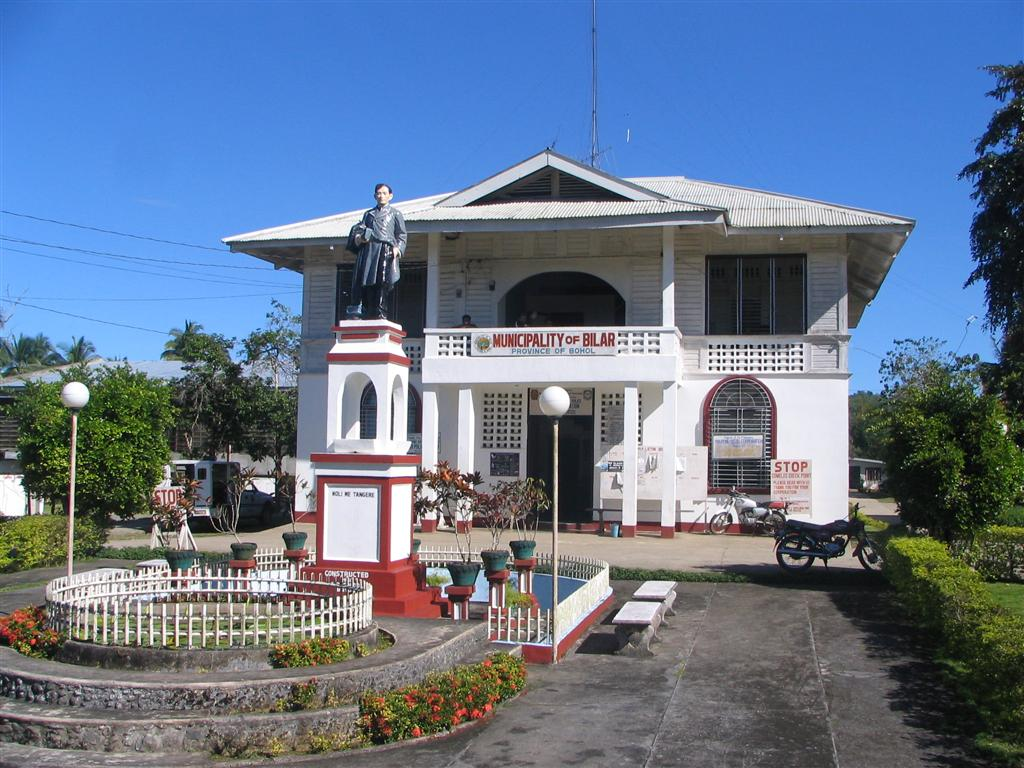
Rathaus
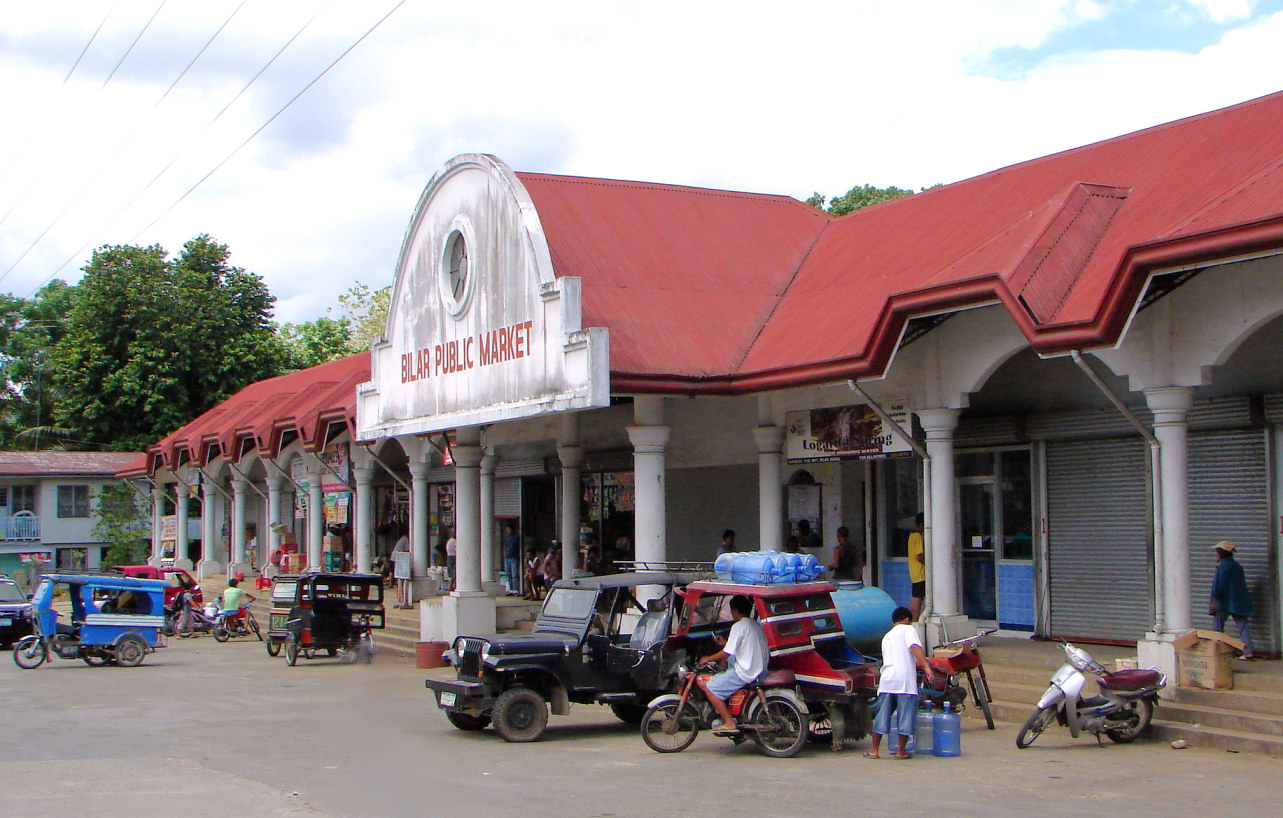
Markthalle
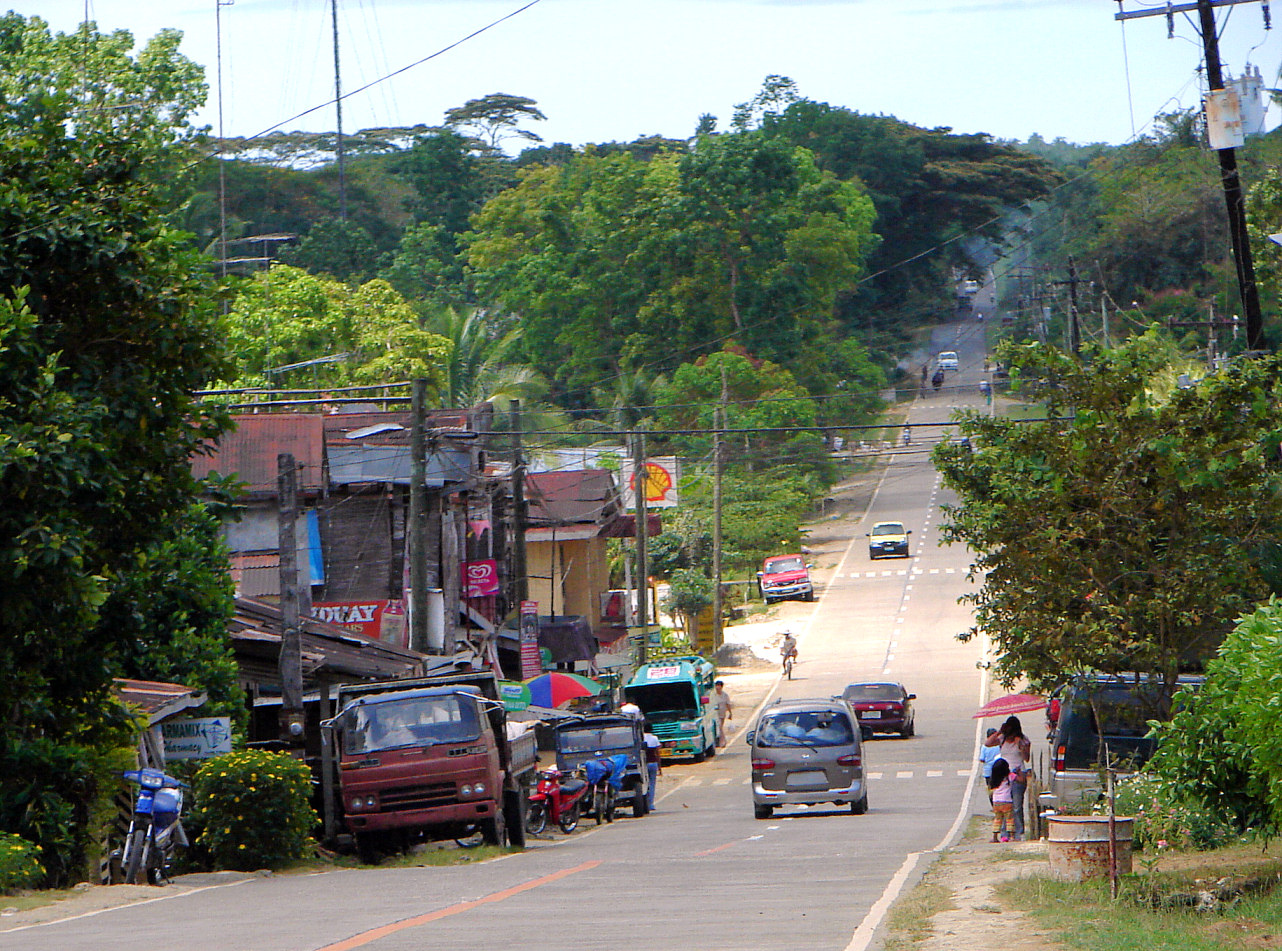
Hauptstraße